# Münzprägeanstalt

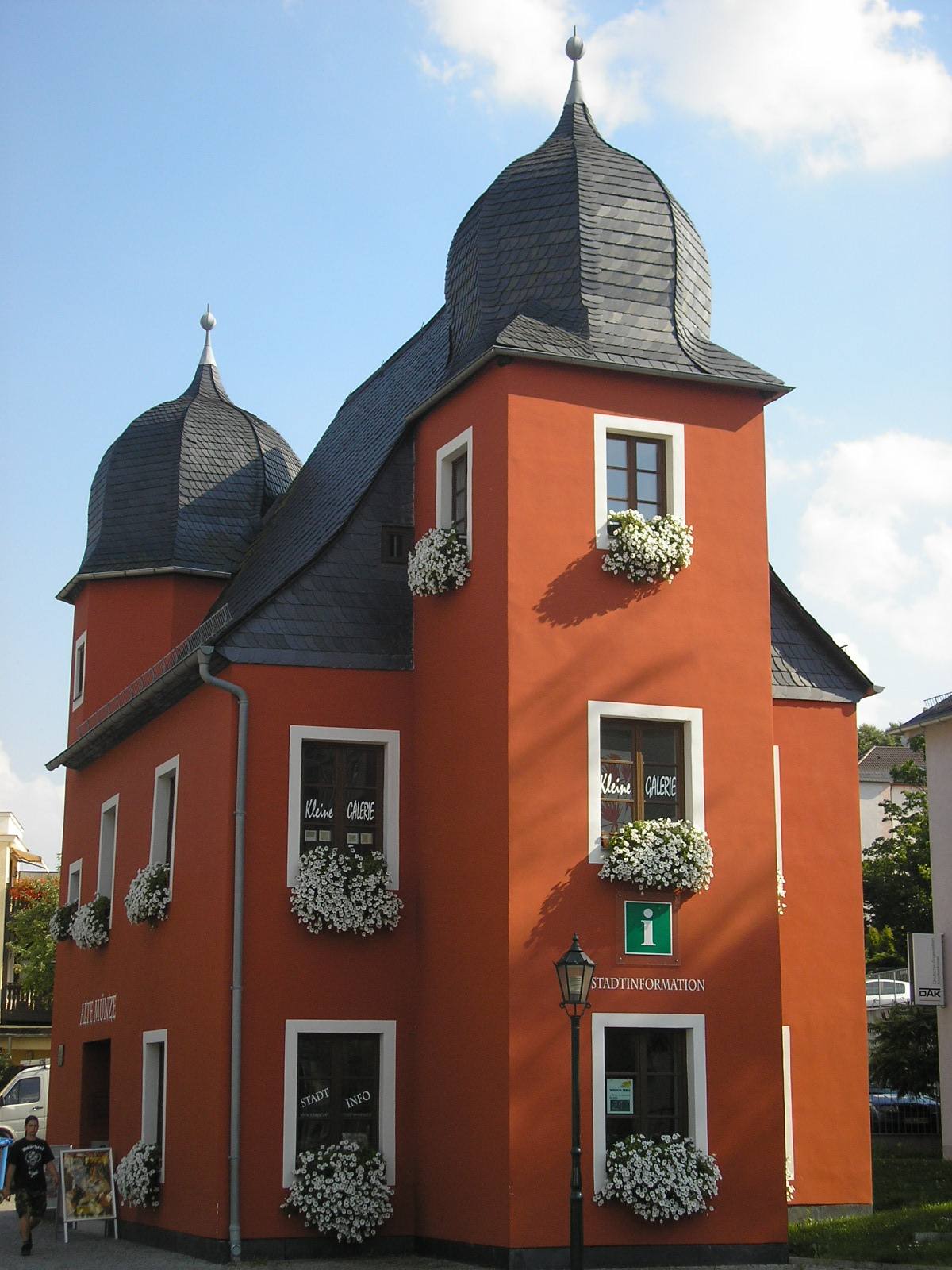
Die Münzprägeanstalt Schleiz prägte einst die Münzen des Fürstentums Reuß-Schleiz.

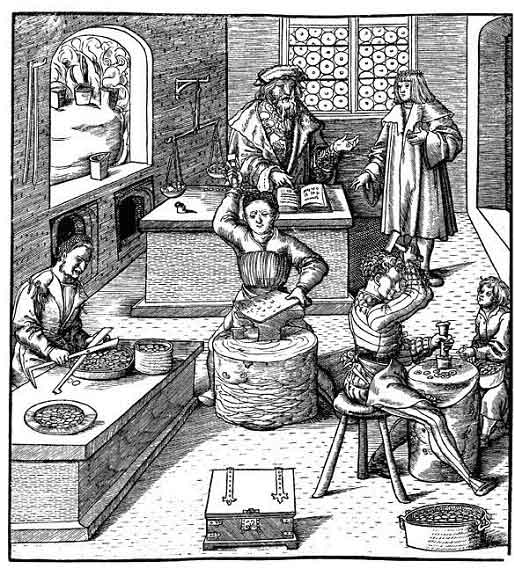
Holzschnitt: Mittelalterliche Münze

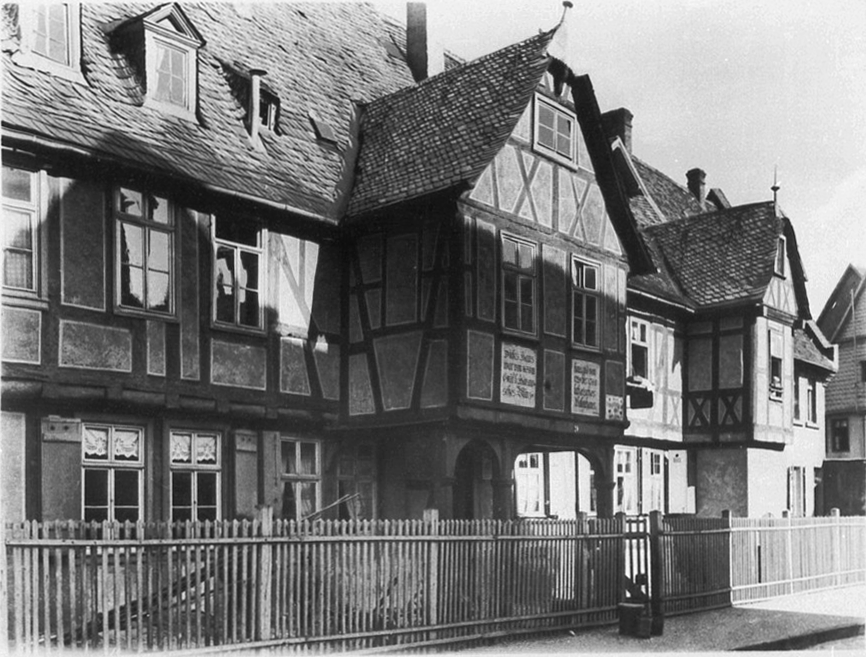
Gebäude der ehemaligen Münze der Grafschaft Hanau-Münzenberg

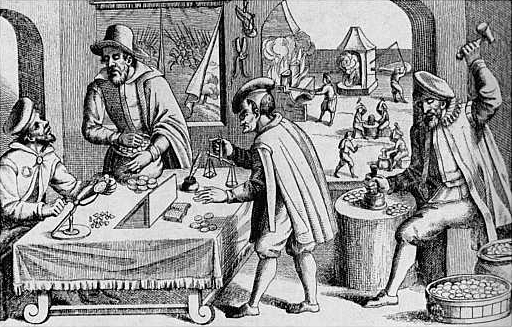
Geldverfälschung in einer Kippermünzstätte (siehe kursächsische Kippermünzstätten)

Eine Münzprägeanstalt oder Münzstätte (auch Prägestätte) ist eine staatliche Institution, die Kurs- und Gedenkmünzen im Auftrag eines Landes prägt. Eine synonyme Kurzbezeichnung für eine Prägeanstalt ist Münze, was sich im Namen vieler Münzbetriebe niederschlägt.

## Deutsche Münzprägeanstalten
Nach der Deutschen Reichsgründung 1871 ging das Münzrecht von den einzelnen deutschen Staaten an das Reich über. Per Beschluss des Bundesrats vom 7. Dezember 1871 wurden Großbuchstaben des Alphabets als Münzzeichen (Münzbuchstaben) verwendet – und zwar in der Reihenfolge, wie die Bundesstaaten in Artikel 6 der Reichsverfassung rangmäßig aufgezählt waren. Dabei wurde I ausgelassen wegen Verwechselungsgefahr mit J (das nunmehr Hamburg repräsentierte), 1 (eins) und I (römisch eins). Diese Münzzeichen ersetzten die vorherigen Münzmeisterzeichen.
| Münzzeichen | Ort               | Zeit                                                       | Bemerkung |
| --- | ----------------- | ---------------------------------------------------------- | --- |
| A | Berlin            | seit 1750                                                  | Staatliche Münze Berlin, zeitweise VEB Münze Berlin                                                                              |
| B | Wien (A)          | 1938–1944                                                  | (Deutsches Reich) |
| B | Hannover          | 1866–1878                                                  | (Königreich Preußen) |
| B | Glatz (PL)        | 1813                                                       | (Königreich Preußen) |
| B | Breslau (PL)      | 1812–1826 1799–1803 1750–1768                              | (Königreich Preußen) |
| C | Frankfurt am Main | 1866–1879                                                  | (Königreich Preußen) |
| C | Kleve             | 1750–1767                                                  | (Königreich Preußen) |
| D | München           | seit 1871                                                  | Bayerisches Hauptmünzamt |
| D | Düsseldorf        | 1817–1848                                                  | (Königreich Preußen) |
| D | Aurich            | 1750–1763                                                  | (Königreich Preußen) |
| E | Muldenhütten      | 1887–1953                                                  | (Königreich Sachsen, Freistaat Sachsen, Sowjetische Besatzungszone Deutschlands, DDR)                                            |
| E | Dresden           | 1872–1887                                                  | (Kurfürstentum Sachsen, Königreich Sachsen; gegründet 1556, ab 1872 Prägungen im Auftrag des Reiches mit Mz. E, vorher mit Mmz.) |
| E | Königsberg (RUS)  | 1751–1803 1456–1728 1261–1309                              | (Königreich Preußen) |
| F | Stuttgart         | seit 1872                                                  | Staatliche Münzen Baden-Württemberg (Staatliche Münze Stuttgart)                                                                 |
| F | Magdeburg         | 1750–1769                                                  | (Königreich Preußen) |
| G | Karlsruhe         | seit 1872                                                  | Staatliche Münzen Baden-Württemberg (Staatliche Münze Karlsruhe)                                                                 |
| G | Stettin (PL)      | 1752–1754                                                  | (Königreich Preußen) |
| H | Darmstadt         | 1872–1882                                                  | (Großherzogtum Hessen) |
| I | —                 | —                                                          | nicht verwendet wegen Verwechselungsgefahr mit J (Hamburg), 1 (eins) und I (römisch eins)                                        |
| J | Hamburg           | seit 1873                                                  | Hamburgische Münze |
| K | Straßburg (F)     | 1871–1918                                                  | (Deutsches Reich) |
| T | Tabora (EAT)      | 1916                                                       | (Deutsch-Ostafrika; heute Tansania)                                                                                              |
| Br | Brüssel (B)       | 1915–1918                                                  | für die Münzen der deutschen Besetzung in Belgien                                                                                |
| GG | Gent (B)          |                                                            | Firma Geeraert, Gent, für die Notmünzen der Stadt Gent                                                                           |
| | Menden            | 1921                                                       | Firma Heinrich Kissing, Menden, für Notmünzen der Provinz Westfalen (aber nur die von 1921)                                      |
| Me | Meißen            | 1920                                                       | Porzellanmanufaktur Meißen für Notmünzen des Deutschen Reiches                                                                   |
| P | Paris (F)         |                                                            | für die Münzen des Saarlandes |
| U | Utrecht (NL)      | 1923                                                       | Utrecht, Niederlande, für einen Teil der Münzen von Danzig                                                                       |
| | Lissa (CZ)        | 1940–1944                                                  | Prägeanstalt Vichr in Lysá nad Labem für die Münzen von Böhmen und Mähren (Protektorat Böhmen und Mähren)                        |
| Pfeil | Warschau (PL)     | 1923 (mit alten Stempeln), 1938 (mit alten Stempeln), 1939 | für die Münzen des Generalgouvernements Polen, Ausgabe mit Bekanntmachung vom 23. April 1940                                     |
| In den fett hervorgehobenen Orten sind die gegenwärtig aktiven 5 staatlichen deutschen Münzprägeanstalten. In Wien (A), Utrecht/Houten (NL) und Paris (F) werden auch heute noch Münzen geprägt. |                   |                                                            | |

Siehe auch die Münzstätten der Wettiner:
Münzstätte Annaberg, Münzstätte Bautzen, Münzstätte Buchholz, Münzstätte Colditz, Münzstätte Freiberg, Münzstätte Gotha, Münzstätte Grünthal, Münzstätte Langensalza, Münzstätte Leipzig, Münzstätte Sangerhausen, Münzstätte Schneeberg, Münzstätte Weimar, Münzstätte Wittenberg, Münzstätte Zwickau, Kippermünzstätten (Kursachsen). (Münzstätte Dresden siehe Tabelle)

## Schweiz: Eidgenössische Münzstätte
Die Swissmint in Bern ist die offizielle Münzprägestätte der Schweizerischen Eidgenossenschaft.
Schweizer Münzen tragen das Münzzeichen B für die Swissmint in Bern. Die Fünfzigrappenstücke der Jahre 1968 und 1969 sowie die Ein- und Zweifrankenstücke des Jahres 1968 existieren sowohl mit als auch ohne Münzzeichen, letztere wurden in London geprägt. Die Kapazitäten der Eidgenössischen Münzstätte reichten damals nicht mehr aus, da nach dem starken Preisanstieg des Silbers die Silbermünzen gehortet wurden und durch Kupfernickel-Münzen ersetzt werden mussten. Ebenfalls ohne Münzzeichen sind die in London geprägten Zweirappenstücke des Jahrgangs 1969, ein Teil der Fünfzigrappenstücke des Jahres 1970 (nicht unterscheidbar von den Berner Prägungen, da beide ohne Münzzeichen) und ein Teil der Einfrankenstücke des Jahres 1969 (trotzdem mit „B“, d. h. nicht von den Berner Prägungen unterscheidbar).
| Münzzeichen    | Ort       | Zeit              | Bemerkung        |
| -------------- | --------- | ----------------- | ---------------- |
| [kein Zeichen] | London    | 1968–1969         |                  |
| [kein Zeichen] | Bern      | 1970–1985         |                  |
| A              | Paris     | 1850–1852         | Frankreich       |
| AB BB          | Straßburg | 1850–1852         | Frankreich       |
| B              | Bern      | 1853–1969 ab 1986 |                  |
| B              | London    | 1969              | Einfrankenstücke |
| B.             | Brüssel   |                   | Belgien          |

## Österreichische Münzprägeanstalten
Habsburgermonarchie (einschließlich Königreich Böhmen, Königreich Ungarn, Fürstentum Siebenbürgen, Burgau, Österreichische Niederlande, Herzogtum Mailand und Venetien),
Kaisertum Österreich, Österreichisch-Ungarische Monarchie, Österreich im Deutschen Reich und Österreichische Zweite Republik
| Münzzeichen                                                     | Ort                                    | Zeit                          | Bemerkung |
| --------------------------------------------------------------- | -------------------------------------- | ----------------------------- | --- |
| A                                                               | Wien                                   | 1765–1873                     | |
| B                                                               | Körmöczbánya/Kremnitz                  | 1765–1848 1849–1868           | Ungarische Reichshälfte, heute Kremnica (Slowakei)                                                              |
| B                                                               | Wien                                   | 1938–1944                     | Deutsches Reich                                                                                                 |
| BL                                                              | Brüssel                                | 1781–1789                     | Österreichische Niederlande, heute Belgien                                                                      |
| C                                                               | Gyulafehérvár/Karlsburg für Österreich | 1761–1764                     | Fürstentum Siebenbürgen, heute Alba Iulia (Rumänien) nur Kupfermünzen                                           |
| C                                                               | Praha/Prag                             | 1767–1856                     | Königreich Böhmen, heute Tschechien                                                                             |
| CA                                                              | Gyulafehérvár/Karlsburg für Österreich | 1746–1765                     | Fürstentum Siebenbürgen, heute Alba Iulia (Rumänien) nur Franz I. (Mitregent)                                   |
| CA                                                              | Gyulafehérvár/Karlsburg für Österreich | 1764–1765                     | Fürstentum Siebenbürgen, heute Alba Iulia (Rumänien) nur Kupfer 1 Pfennig und Kupfer ½ Kreuzer                  |
| D                                                               | Graz                                   | 1767–1772                     | |
| D                                                               | Salzburg                               | 1800–1809                     | |
| E                                                               | Gyulafehérvár/Karlsburg                | 1765–1867                     | Großfürstentum Siebenbürgen, heute Alba Iulia (Rumänien)                                                        |
| F                                                               | Hall in Tirol                          | 1765–1809                     | Münze Hall, heute Museum (letzte Münzen waren die Hofer-Kreuzer)                                                |
| G                                                               | Graz                                   | 1761–1763                     | nur Kupfermünzen                                                                                                |
| G                                                               | Günzburg für Österreich                | 1764–1765                     | nur Silbermünzen                                                                                                |
| G                                                               | Günzburg                               | 1772–1779                     | Markgrafschaft Burgau, heute Deutschland nur für Burgau                                                         |
| G                                                               | Nagybánya/Frauenbach                   | 1767–1848 1849–1851           | Großfürstentum Siebenbürgen, heute Baia Mare (Rumänien)                                                         |
| GR                                                              | Graz                                   | 1746–1765                     | nur Franz I. (Mitregent)                                                                                        |
| GY.F.                                                           | Gyulafehérvár/Karlsburg                | 1868–1871                     | Ungarische Reichshälfte, heute Alba Iulia (Rumänien)                                                            |
| H                                                               | Hall in Tirol                          | 1760–1780                     | Münze Hall, heute Museum                                                                                        |
| H                                                               | Günzburg                               | 1766–1805                     | heute Deutschland                                                                                               |
| HA                                                              | Hall in Tirol                          | 1746–1765                     | Münze Hall, heute Museum nur Franz I. (Mitregent)                                                               |
| HA                                                              | Hall in Tirol für Ungarn               | 1752–1754                     | Münze Hall, heute Museum nur Silber Poltura                                                                     |
| K                                                               | Körmöczbánya/Kremnitz für Österreich   | 1760–1780                     | Ungarische Reichshälfte, heute Kremnica (Slowakei) nur Kupfermünzen                                             |
| K                                                               | Körmöczbánya/Kremnitz                  | 1767–1776                     | Ungarische Reichshälfte, heute Kremnica (Slowakei) nur ½ und 1 Konventionstaler (wenn die Silber ist staatlich) |
| K                                                               | Körmöczbánya/Kremnitz für Görz         | 1788–1789 1794; 1799          | Ungarische Reichshälfte, heute Kremnica (Slowakei)                                                              |
| K.B.                                                            | Körmöczbánya/Kremnitz                  | 1540–1765 1848–1849 1868–1918 | Ungarische Reichshälfte, heute Kremnica (Slowakei)                                                              |
| KB–KD                                                           | Körmöczbánya/Kremnitz                  | 1765                          | Ungarische Reichshälfte, heute Kremnica (Slowakei) nur Gold Dukaten                                             |
| KM                                                              | Körmöczbánya/Kremnitz                  | 1763; 1765                    | Ungarische Reichshälfte, heute Kremnica (Slowakei) nur Kupfer Poltura                                           |
| M                                                               | Milano/Mailand                         | 1786–1859                     | heute Italien                                                                                                   |
| N                                                               | Nagybánya/Frauenbach für Österreich    | 1780                          | Großfürstentum Siebenbürgen, heute Baia Mare (Rumänien)                                                         |
| N.B.                                                            | Nagybánya/Frauenbach                   | 1580–1765 1849                | Fürstentum Siebenbürgen, heute Baia Mare (Rumänien)                                                             |
| N.B.                                                            | Nagybánya/Frauenbach                   | 1766–1780                     | Großfürstentum Siebenbürgen, heute Baia Mare (Rumänien) nur Gold Dukaten                                        |
| O                                                               | Oravicabánya/Oravicza                  | 1812–1816                     | Banater Militärgrenze, heute Oravița (Rumänien)                                                                 |
| P                                                               | Praha/Prag für Österreich              | 1760–1764                     | Königreich Böhmen, heute Tschechien nur Kupfermünzen                                                            |
| PR                                                              | Praha/Prag für Österreich              | 1746–1765                     | Königreich Böhmen, heute Tschechien nur Franz I. (Mitregent)                                                    |
| S                                                               | Szomolnok/Schmöllnitz für Österreich   | 1763–1780                     | Ungarische Reichshälfte, heute Smolník (Slowakei)                                                               |
| S                                                               | Szomolnok/Schmöllnitz für Böhmen       | 1763; 1767                    | Ungarische Reichshälfte, heute Smolník (Slowakei) nur 1 Gröschel                                                |
| S                                                               | Szomolnok/Schmöllnitz                  | 1775–1816                     | Ungarische Reichshälfte, heute Smolník (Slowakei)                                                               |
| S KM                                                            | Szomolnok/Schmöllnitz                  | 1763                          | Ungarische Reichshälfte, heute Smolník (Slowakei) nur Kupfer Poltura                                            |
| V                                                               | Venezia/Venedig                        | 1793–1866                     | heute Italien                                                                                                   |
| W                                                               | Wien                                   | 1521–1763                     | |
| W                                                               | Wien                                   | 1772; 1775 1780–1781          | nur Kupfermünzen                                                                                                |
| W                                                               | Wien für Görz                          | 1799                          | nur 2 Soldi (Lp.)                                                                                               |
| WI                                                              | Wien                                   | 1746–1765                     | nur Franz I. (Mitregent)                                                                                        |
| WI                                                              | Wien für Ungarn                        | 1752                          | nur Silber Poltura                                                                                              |
| Wappen                                                          | Wien                                   | 1975–1976                     | |
| Adler                                                           | Hall in Tirol                          | 1975–1976                     | Münze Hall, heute Museum                                                                                        |
| In Wien (A) und Kremnica (SK) werden auch heute Münzen geprägt. |                                        |                               | |

## Französische Münzprägeanstalten
| Münzzeichen | Prägeort    | Münzzeichen | Prägeort         |
| ----------- | ----------- | ----------- | ---------------- |
| A           | Paris       | O           | Riom             |
| AA          | Metz        | P           | Dijon            |
| B           | Rouen       | Q           | Perpignan        |
| BB          | Straßburg   | R           | Orléans          |
| C           | Caen        | S           | Troyes und Reims |
| CC          | Besançon    | T           | Nantes           |
| D           | Lyon        | U           | Pau              |
| E           | Tours       | V           | Troyes           |
| F           | Angers      | W           | Lille            |
| G           | Poitiers    | X           | Amiens           |
| H           | Rochelle    | Y           | Bourgos          |
| I           | Limoges     | Z           | Grenoble         |
| K           | Bordeaux    |             |                  |
| L           | Bayonne     |             |                  |
| M           | Toulouse    |             |                  |
| N           | Montpellier |             |                  |

## Prägestätten der Euromünzen
| Prägeanstalt                             | Standorte          | Zeit      | Bemerkung                                                               |
| ---------------------------------------- | ------------------ | --------- | ----------------------------------------------------------------------- |
| Staatliche Münze Berlin                  | Berlin             | seit 1998 |                                                                         |
| Birmingham Mint                          | Birmingham         |           | für die Niederlande, 2003 geschlossen                                   |
| Königliche Münze Belgien                 | Brüssel            | seit 1998 | Ende 2017 geschlossen                                                   |
| Griechische nationale Münze              | Chalandri (Athen)  | seit 2001 |                                                                         |
| Hamburgische Münze                       | Hamburg            | seit 1998 |                                                                         |
| B.H. Mayer’s Kunstprägeanstalt           | Karlsfeld          |           | Sammlermünzen für Irland                                                |
| Staatliche Münze Karlsruhe               | Karlsruhe          | seit 1998 |                                                                         |
| Mincovňa Kremnica (Münze Slowakei)       | Kremnica           | seit 2008 |                                                                         |
| Imprensa Nacional-Casa da Moeda          | Lissabon           | seit 1999 |                                                                         |
| Royal Mint                               | Llantrisant        |           | für Irland und Niederlande                                              |
| Fábrica Nacional de Moneda y Timbre      | Madrid             | seit 1999 | auch für Griechenland                                                   |
| Bayerisches Hauptmünzamt                 | München            | seit 1998 |                                                                         |
| Monnaie de Paris                         | Pessac             | seit 1998 | auch für Irland, Luxemburg, Malta und Monaco                            |
| Istituto Poligrafico e Zecca dello Stato | Rom                | seit 1999 | auch für San Marino und Vatikan                                         |
| Irish Mint / Central Bank of Ireland     | Sandyford (Dublin) | seit 1999 |                                                                         |
| Staatliche Münze Stuttgart               | Stuttgart          | seit 1998 | auch für Luxemburg                                                      |
| Königliche Niederländische Münze         | Houten             | seit 1999 | auch für Luxemburg und Slowenien                                        |
| Suomen Rahapaja (Finnische Münze)        | Vantaa             | seit 1999 | auch für Griechenland, Irland, Luxemburg, Slowenien, Zypern und Estland |
| Mennica Polska SA                        | Warschau           |           | Sammlermünzen für Luxemburg                                             |
| Münze Österreich                         | Wien               | seit 1999 | auch für Luxemburg                                                      |

## Kennzeichnungen auf Münzen
Zu unterscheiden sind:
- Münzzeichen
- Münzmeisterzeichen
- Signatur (Numismatik)
- Beizeichen (Numismatik)